# Далмати
Далмати — стародавній войовничий народ, який вийшов на історичну арену після римського завоювання Далмації — на східному узбережжі Адріатичного моря в сьогоденній Хорватії, між річками Крка і Неретва. Напівкочові далмати найчастіше класифікуються як іллірійське плем'я, хоча більшу частину своєї історії вони були незалежні від Іллірійського царства, яке межувало з ними на південному сході.

## Культура і суспільство
Археологія і ономастика показує, що далмати були східними і північними іллірійцями Паннонії. Далмати були молодші за кочові племена Стародавньої Іллірії (Західних Балкан), вони з'явилися там у 4-му столітті до Р. Х., і включили у свій склад ранішні народи: лібурнів на заході, даорсів і ардеїв (вардеїв) на сході. Вони створили племінний союз в 4-му—3-му столітті до Р. Х.
Археологічні знахідки їхньої матеріальної культури є примітивнішими, ніж у довколишніх стародавніх племен, особливо порівняно з прадавніми лібурнами. Лише їхнє виробництво зброї було на досить розвинутому рівні. Їхня еліта будувала лише кам'яні будинки, але численні простолюдини селилися в природних печерах. Характерною частиною їхнього звичайного одягу була хутряна шапочка.
Їхні напівкочові громади мали сильні патріархальні структури, що складалися головним чином із пастухів, воїнів і їхніх вождів. Їхнє основне заняття було скотарство і пограбування інших навколишніх племен і прибережних міст на Адріатичному морі.

## Римське завоювання
Земля далматів була в основному скелястою вапняковою країною, ідеальною для безкінечної партизанської війни, тому далмати звели там близько 400 кам'янистих фортець і 50 великих цитаделей проти римлян.
Перша Далматська війна в 156—155 до Р. Х. завершилася знищенням далматської столиці консулом Scipio Nasica. Друга Далматська війна, що відбулася в 119—118 до Р. Х., закінчилась римською перемогою. Третя Далматська війна 78-76 до Р. Х. закінчилася захопленням Соліна (порт Солін поблизу сучасного міста Спліт) проконсулом C. Cosconius.
Четверта Далматська війна відбулася 34-33 до Р. Х. Октавіан у ході експедиції до Ілліріки захопив нову далматську столицю Соетовію (Soetovio (в даний час Кліс)). Останнє повстання далматів відбулося 12 до Р. Х. — в 6-9 від Р. Х..

## Релігія
Головним божеством далматської федерації був їхній патріархальний бог «Sylvanus». Його дружина мала божественне ім'я «Тана» (сьогодні це слово албанською значить «день»), Далматська богиня, якщо екстраполювати на римську або грецьку міфологію, була «Діаною» або «Артемідою».

## Походження
Східна назва далматів (Dalmatae) є деламіти (Delamites) в північно-західній Персії, чиї нащадки мають назву дімілі (Dimili) або зазаки в східній Туреччині. Останні генетичні дослідження Y-хромосомі турецьких зазаків (I. Nasidze et al. 2005) з жителями материкової частини Далмації показали що вони майже ідентичні і, ймовірно, загального біологічного походження; крім того, обидві популяції мають деяку спільну побудову слова і граматичні форми.(A. Issa-Fatimi & Z. Yoshamya 2006, A. Lovric et al. 2007).
Мова далматів майже не відома — збереглися декілька топонімів у записах римлян. Після римського завоювання мешканці міст Далмації поступово романізуються, пастухи в сільській місцевості асимілюються повільніше і лише частково. Після руйнації Римської імперії далмати продовжують використовувати стародалматську романську мову (перехідну між італійською і румунською).
Середньовічні нащадки пастухів-далматів збереглися серед 2100 місцевих пастухів біля міста Ливно до Першої світової війнив, які користувались напівроманською морлахською мовою або діалектом (мурлахська бесіда). Тоді в Югославії протягом 20 століття це неслов'янське населення, в умовах пригноблення, було швидко слов'янізовано. Від їхньої мови залишилися тільки неслов'янські топоніми довкола Ливненської долини, наприклад, річки Айватат, Сутурба і гірські піки Блейнадорна, Брона, Озирна, Гарета, Митра, Зугва, Друл, Єніт, Юнх, Хамасир тощо.